# Cinca Medio
O Cinca Medio é uma comarca aragonesa situada no curso do rio Cinca. Sua capital é Monzón.
Limita-se ao noroeste com as comarcas de Somontano de Barbastro, a leste com La Litera e ao sul com o Baixo Cinca e los Monegros.
É uma das comarcas aragonesas com maior densidade demográfica, com 40 hab/km². Suas principales fontes de renda são a indústria e a agricultura.

## Municípios
Os municípios da comarca são: Albalate de Cinca, Alcolea de Cinca, Alfántega, Almunia de San Juan, Binaced, Fonz, Monzón, Pueyo de Santa Cruz e San Miguel del Cinca.

## Território e População
| Nº | Município            | Extensão (km²) | % do total | Habitantes (2006) | % do total | Altitude (metros) | Aldeias                                                   |
| -- | -------------------- | -------------- | ---------- | ----------------- | ---------- | ----------------- | --------------------------------------------------------- |
| 1  | Albalate de Cinca    | 44,2           | 7,7        | 1.153             | 5,0        | 188               |                                                           |
| 2  | Alcolea de Cinca     | 83,2           | 14,4       | 1.183             | 5,1        | 186               |                                                           |
| 3  | Alfántega            | 8,8            | 1,5        | 112               | 0,5        | 240               |                                                           |
| 4  | Almunia de San Juan  | 35,7           | 6,2        | 650               | 2,8        | 349               | Ariéstolas.                                               |
| 5  | Binaced              | 78,5           | 13,6       | 1.533             | 6,6        | 279               | Valcarca.                                                 |
| 6  | Fonz                 | 55,5           | 9,6        | 1.040             | 4,5        | 471               | Cofita                                                    |
| 7  | Monzón               | 155,0          | 26,9       | 16.200            | 70,2       | 279               | Conchel, La Estación de Selgua, Poblado Monsanto, Selgua. |
| 8  | Pueyo de Santa Cruz  | 9,3            | 1,6        | 347               | 1,5        | 246               |                                                           |
| 9  | San Miguel del Cinca | 106,5          | 18,5       | 854               | 3,7        | 227               | Estiche de Cinca, Pomar de Cinca, Santalecina.            |
| #  | Cinca Medio          | 576,7          | 100,0      | 23.072            | 100,0      | -                 |                                                           |